# هواهين
 هوا هين (بالتايلاندية:หัวหิน) و(بالإنكليزية:Hua Hin) منتجع سياحي يقع في محافظة براتشواب خيري خان
في الجزء الشمالي من جزيرة الملايو علي بعد نحو 200 كم من العاصمة بانكوك

## التاريخ
في العام 1834 انتقل مجموعة من المزارعين الذي كانو في المنطقة الواقعة حاليا في محافظة براتشواب خيري خان جنوبا بسبب الجفاف الشديد حتي وجدو قرية صغيرة ورمال بيضاء مشرقة معا الكثير من الصخور علي الشاطئ استقروا فيها وفي عام 1921 بنيت هيئة سكك الحديد الي المدينة واحب الملك راما السابع المدينة حتي انه بني قصر كبير ليقضي اجازة الصيفية كل عام في هوا هين